# Karl Friedrich Müchler

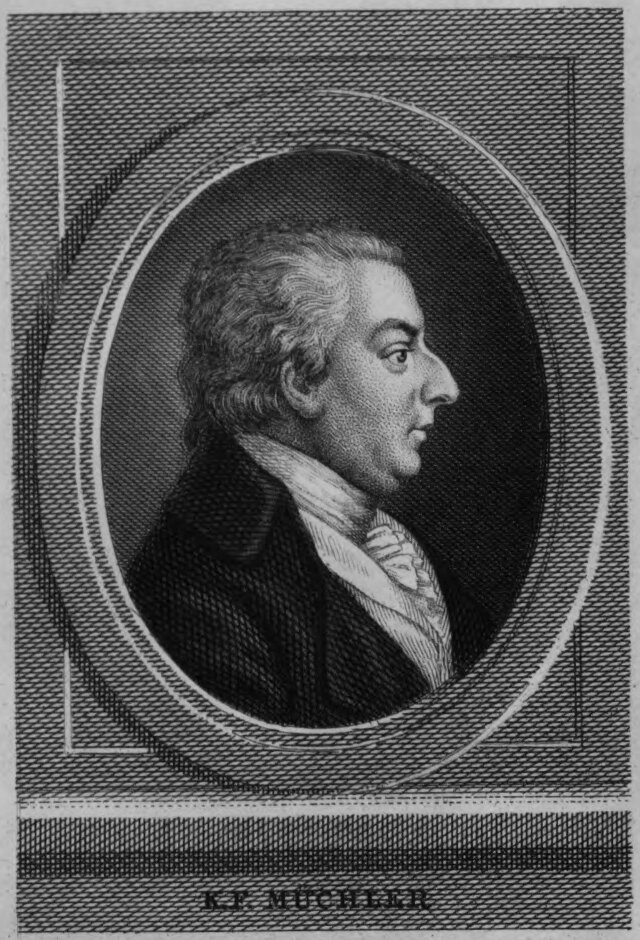

Karl Friedrich Müchler (* 2. September 1763 in Stargard in Pommern; † 12. Januar 1857 in Berlin) war ein deutscher Schriftsteller.

## Leben
Karl Friedrich Müchler wurde als Sohn des Pädagogen und Publizisten Johann Georg Müchler in der Stadt Stargard in Hinterpommern geboren. Er hatte in Berlin Rechtswissenschaften studiert und begann 1785 eine Laufbahn im preußischen Verwaltungsdienst. 1794 wurde er zum Kriegsrat ernannt.
Nach der Niederlage Preußens 1806 im Krieg gegen die Streitmacht Napoleon Bonapartes wandte sich Müchler der Schriftstellerei zu. Als überzeugter preußischer Patriot verfasste er in erzieherischer Absicht Lyrik und Prosa. In Berlin schloss er sich einer Freimaurerloge an.
1814 wurde Müchler zum Polizeidirektor beim Generalgouvernement Dresden berufen. Im selben Jahr redigierte er die Zeitschrift Das erwachte Europa. Er verfasste Anekdoten, Denksprüche und andere Schriften witzig-belehrenden Inhalts, die unter anderem an Frauen und Jugendliche gerichtet waren. Er war 1799–1804 mit der Schriftstellerin Karoline Woltmann verheiratet.
Karl Friedrich Müchler starb 1857 im Alter von 93 Jahren in Berlin und wurde auf dem Luisenstädtischen Friedhof beigesetzt. Sein Grab ist nicht erhalten geblieben. Nach Karl Friedrich Müchler wurde eine in Dortmund ansässige Privatschule, die Karl-Müchler-Schule, benannt.

## Schriften (Auswahl)
- Taschenbuch für alle deutsche Frauen, 1801.
- Gedichte. Zweite, verbesserte Auflage. Oehmigke, Berlin 1802. In erstem Band dieser Ausgabe enthalten ist Der Kritikaster und der Trinker, das als Textvorlage für das von Ludwig Fischer komponierte und bis heute bekannte Trinklied Im tiefen Keller sitz’ ich hier diente.[3]
- Gedichte, niedergelegt auf dem Altar des Vaterlandes, 1813.
- Sittenbilder in Fabeln und Erzählungen für die Jugend, 1829.
- (Karl Friedrich Müchler): Anekdotenlexikon für Leser mit Geschmack. 2 Bde., 1 Supplementbd. Berlin: Siegismund Friedrich Hesse 1784/85.
- Kriminalgeschichten. Aus gerichtlichen Akten gezogen. Mit einem Nachwort hg. von Alexander Košenina. (= ''Die Anderen Klassiker'') Hannover: Wehrhahn Verlag 2018. ISBN 978-3-86525-540-2.